# Фудбалски савез Перуа
Фудбалски савез Перуа (шп. Federación Peruana de Fútbol FPF) је главно тело фудбала у Перуу. Основано је 23. августа, 1922. године. Ово тело директно надгледа фудбал у Перуу, репрезентацију Перуа, Куп федерације и аматерске лиге у Перуу.

ФПФ индиректно учествује у организацији перуанске прве лиге и перуанске друге лиге. Седиште организације је у Лими.